# خنگ و خنگ‌تر ۲
خنگ و خنگ‌تر ۲ (به انگلیسی: Dumb And Dumber To) یک فیلم زوج هنری کمدی آمریکایی محصول سال ۲۰۱۴ به نویسندگی و کارگردانی برادران فارلی است. این سومین قسمت از مجموعه فیلم‌های خنگ و خنگ‌تر و دنباله‌ای بر فیلم خنگ و خنگ‌تر محصول ۱۹۹۴ است. در این فیلم جیم کری و جف دانیلز ۲۰ سال پس از وقایع فیلم اول دوباره نقش‌های خود را تکرار می‌کنند. این فیلم داستان لوید کریسمس و هری دان (به ترتیب با بازی کری و دنیلز) را روایت می‌کند، دو بزرگسال کم هوش که برای یافتن دختر هری که به فرزندخواندگی گرفته شده است، به یک سفر جاده‌ای می‌روند.
اولین بار در اکتبر ۲۰۱۱ اعلام شد، این فیلم یک مرحله پیش تولید آشفته را پشت سر گذاشت که در مقطعی شامل کناره‌گیری جیم کری از پروژه و امتناع کمپانی برادران وارنر از توزیع فیلم بود. این پروژه در نهایت در سال ۲۰۱۳ توسط رد گرانیت پیکچرز انجام شد و فیلم در اواخر همان سال فیلمبرداری شد. این فیلم که در ۱۴ نوامبر ۲۰۱۴ توسط یونیورسال پیکچرز اکران شد، نقدهای منفی منتقدان را دریافت کرد. در آخر هفته افتتاحیه ۳۶ میلیون دلار و در سراسر جهان نزدیک به ۱۷۰ میلیون دلار فروخت.
در ۱۵ ژوئن ۲۰۱۷، وزارت دادگستری ایالات متحده متهم کرد که پولی که برای تولید این فیلم استفاده شده است از یک صندوق سرمایه‌گذاری دولتی مالزی به سرقت رفته است. کمپانی سازنده رد گرانیت پیکچرز پذیرفتن آگاهانه پول دزدیده شده را انکار کرد. دادستان‌ها همچنین شکایتی را در دادگاه فدرال برای مصادره حقوق مالکیت این فیلم و همچنین حقوق فیلم خونه بابا ارائه کردند. رد گرانیت بعداً ۶۰ میلیون دلار تسویه حساب کرد.

## داستان
برای بیست سال، لوید کریسمس در وضعیت جمود خلسه‌ای در یک بیمارستان روان‌پزشکی بستری بوده است؛ از همان زمانی که در پایان فیلم اول (خنگ و خنگ‌تر) متوجه شد مری سوانسون ازدواج کرده. در یکی از ملاقات‌ها، دوست صمیمی‌اش هری دان از او می‌خواهد که از این حال بیرون بیاید، اما سپس درمی‌یابد که لوید تمام این مدت فقط وانمود می‌کرده و در واقع برای شوخی با هری، بیماری‌اش را جعل کرده بوده است.
هری به لوید می‌گوید که نیاز به پیوند کلیه دارد، اما متوجه می‌شود که چون در کودکی به فرزندی پذیرفته شده، نمی‌تواند از والدینش کلیه بگیرد. پدرخوانده‌اش یک بسته پستی به او می‌دهد که از زمان ترک خانه روی هم انباشته شده. یکی از نامه‌ها کارت‌پستالی از سال ۱۹۹۱ از دوست‌دختر سابقش فریدا فلچر است که نوشته باردار است و از هری خواسته تماس بگیرد. پس از تماس، فریدا فاش می‌کند که دختری به نام فَنی داشته که او را به فرزندخواندگی داده. فریدا زمانی نامه‌ای برای فنی فرستاده بود، اما آن برگشت خورد و در آن نوشته شده بود که دیگر با او تماس نگیرد.
با امید این‌که فنی بتواند کلیه‌ای اهدا کند، هری و لوید راهی آکسفرد، مریلند می‌شوند، جایی که اکنون فنی در آن زندگی می‌کند. دکتر برنارد پینچلو و همسرش ادل، پدر و مادر خواندهٔ فنی هستند. فنی که حالا نامش را به پنی تغییر داده، عازم همایش تد در ال پاسو، تگزاس است تا دربارهٔ دستاوردهای زندگی پدرش سخنرانی کند. برنارد از او خواسته بود بسته‌ای را به یکی از مدیران همایش تحویل دهد، اما پنی که فردی ساده‌دل است، هم بسته و هم تلفن همراهش را فراموش می‌کند.
ادل در خفا می‌کوشد شوهرش برنارد را با کمک معشوق پنهانش، خدمتکار خانه یعنی تراویس لیپ‌کات، مسموم کرده و ثروتش را تصاحب کند. هری و لوید می‌رسند تا ماجرای خود را برای خانوادهٔ پینچلو توضیح دهند. برنارد درمی‌یابد که پنی بسته را فراموش کرده و می‌گوید آن اختراعی چند میلیارد دلاری در خود دارد. ادل پیشنهاد می‌دهد که هری و لوید بسته را برای پنی ببرند. تراویس هم همراه‌شان می‌شود تا بسته را برای خود و ادل بگیرد. او که از رفتار احمقانهٔ آن دو خسته شده، سعی می‌کند آن‌ها را بکشد، اما پس از شوخی نزدیک به مرگ آن‌ها با او، خودش در برخورد با قطار کشته می‌شود. ادل از طریق برادر دوقلوی تراویس، کاپیتان لیپ‌کات، که یک نظامی بازنشسته است، از مرگ تراویس باخبر می‌شود. او موافقت می‌کند که به ادل کمک کند تا هری و لوید را از بین ببرد.
لوید و هری به همایش می‌رسند و هری خود را به‌جای برنارد جا می‌زند. آن‌ها به یک نشست دعوت می‌شوند، اما وقتی هری متوجه می‌شود لوید عاشق پنی شده (که عکسش را قبلاً دیده بود)، بین‌شان دعوا درمی‌گیرد. لوید چون نامش در فهرست مهمانان نیست، از همایش بیرون انداخته می‌شود. اما پنی با او تماس می‌گیرد و او را از حضورش با پدرش باخبر می‌کند. لوید در رستورانی با پنی دیدار می‌کند و فکر می‌کند که خودش، نه هری، پدر واقعی پنی است.
ادل همراه با لیپ‌کات به همایش می‌رسد و هری را لو می‌دهد و به مسئولان می‌گوید که او بسته را دزدیده است. فریدا هم از راه می‌رسد و وقتی او و پنی را راه نمی‌دهند، زنگ خطر را برای منحرف کردن توجهات به صدا درمی‌آورد. با تخلیه ساختمان، هری با فریدا و پنی برخورد می‌کند، اما لیپ‌کات و ادل با اسلحه آن‌ها را گیر می‌اندازند. لوید که برای پیوند کلیه به مکزیک رفته بود، بازمی‌گردد. مأموران اف‌بی‌آی همراه با برنارد وارد می‌شوند. برنارد فاش می‌کند که از نقشهٔ ادل باخبر بوده و بسته فقط شامل کاپ‌کیک است. فریدا متوجه می‌شود که این ادل بوده، نه پنی، که روی نامه‌اش نوشته بود «دیگر تماس نگیر». ادل از لو رفتن نقشه‌اش خشمگین می‌شود و می‌خواهد به پنی شلیک کند، اما هری جلوی گلوله را می‌گیرد و زخمی می‌شود. ادل و لیپ‌کات دستگیر می‌شوند.
هری به بیمارستان منتقل می‌شود و آن‌جا اعتراف می‌کند که دربارهٔ نیاز به کلیه دروغ گفته و این فقط یک شوخی بوده است. پزشک هم می‌گوید در یخدان لوید اصلاً کلیه نیست، بلکه یک کتف خوک گذاشته‌اند و لوید سرش کلاه رفته. فریدا می‌گوید که پدر واقعی پنی نه هری است، نه لوید، بلکه دوست دبیرستانی مرحوم‌شان، پیتر «پیس‌تین» استاینر بوده. همچنین می‌گوید که او هرگز با هیچ‌کدام‌شان رابطه نداشته است.
در پایان، وقتی آن دو شهر را ترک می‌کنند، دو زن زیبا به‌سوی‌شان می‌آیند، ولی آن دو با بلاهت، زنان را به درون بوته‌ای هل می‌دهند و با فریاد "باشگاه بوته!" می‌خندند و دور می‌شوند.
در صحنهٔ پایانی پس از تیتراژ، لوید و هری به‌طور تصادفی میلک‌شیک‌های‌شان را به شیشهٔ جلوی کامیون سی‌بَس می‌پاشند؛ همان راننده‌ای که در فیلم اول سرش را کلاه گذاشته بودند. سی‌بَس با عصبانیت با کامیون به تعقیب آن‌ها می‌پردازد. سپس تبلیغ ساختگی‌ای برای فیلم "خنگ و خنگ‌تر ۴" نشان داده می‌شود که کاپیتان لیپ‌کات از دل آن بیرون می‌آید و از صحنه خارج می‌شود.

## بازیگران
- جیم کری (لوید کریسمس)[۱۰]
- جف دَنیِلز (هری دان)
- لوری هولدن (ادل پینچلو)
- راب ریگل (تراویس/کاپتان لیپینکات)[۱۱]
- استیو تام (دکتر برنارد پینچلو)[۱۲]
- ریچل ملوین (پنی پینچلو/فنی فلچر)
- کاتلین ترنر (فریدا فلچر)
- دالتون ای گری (هری جوان)
- بریدی بلام (بیلی در واحد ۴سی)
- پل بلکتورن (دکتر اتاق اورژانس)[۱۳]
- دانیل گرین

## تولید

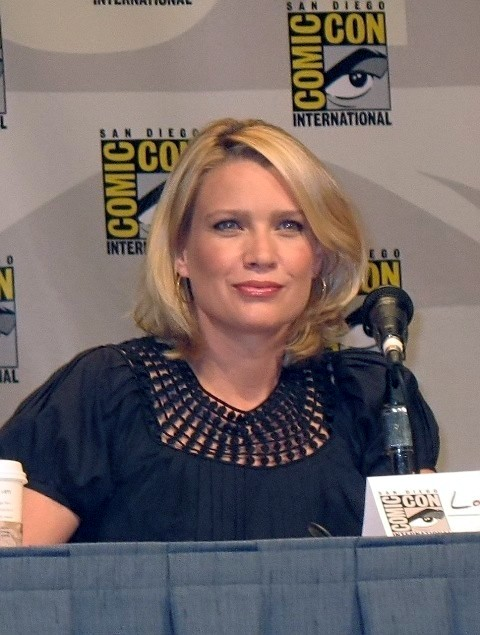
لوری هولدن

فیلمبرداری اصلی در ۲۴ سپتامبر ۲۰۱۳ آغاز شد، و در ۲۵ نوامبر پایان یافت.

## گیشه
در پایان اکران باکس آفیس، خنگ و خنگ‌تر در آمریکای شمالی ۸۶٫۲ میلیون دلار و در مناطق دیگر ۸۳٫۶ میلیون دلار برای مجموع ۱۶۹٫۸ میلیون دلار در سراسر جهان در مقابل بودجه ۵۰ میلیون دلاری به دست آورد.

## بازخوردها
در متاکریتیک، این فیلم بر اساس ۳۶ منتقد، امتیاز ۳۶ از ۱۰۰ را به دست آورده است که نشان‌دهنده «بررسی‌های عموماً نامطلوب» است. تماشاگران مورد بررسی توسط سینماسکور به فیلم نمره "B-" در مقیاس A تا F دادند.